# Лакко-Амено
Лакко-Амено (італ. Lacco Ameno) — муніципалітет в Італії, у регіоні Кампанія,  метрополійне місто Неаполь.
Лакко-Амено розташоване на відстані близько 175 км на південний схід від Рима, 33 км на захід від Неаполя.
Населення — 4830 осіб (2014).
Щорічний фестиваль відбувається 17 травня. Покровитель — Santa Restituta.

## Демографія
Населення за роками:

Станом на 1 січня 2023 року в муніципалітеті офіційно проживало 300 іноземців з 28 країн, серед них 68 громадян країн Євросоюзу та 75 громадян України.

## Сусідні муніципалітети
- Казаміччола-Терме
- Форіо